# Jacek, Wacek i Pankracek
Jacek, Wacek i Pankracek – książka dla dzieci autorstwa Miry Jaworczakowej, wydana po raz pierwszy w 1955 roku. 

## Fabuła
Książka opowiada o trójce przyjaciół, chłopców, którzy właśnie rozpoczęli pierwszą klasę. W szkole i po szkole przeżywają wiele przygód, a każda z nich kończy się morałem. 

## Odbiór
Utwór był lekturą szkolną dla klasy I szkoły podstawowej po reformie szkolnictwa i modyfikacji listy lektur w połowie lat 80. XX wieku i był nią do 1999 r.